# Jayson Aquino
Pour les articles homonymes, voir Aquino (homonymie).
Jayson Julio Aquino Félix (né le 22 novembre 1992 à San Pedro de Macorís, République dominicaine) est un lanceur gaucher des Orioles de Baltimore de la Ligue majeure de baseball.

## Carrière
Jayson Aquino signe son premier contrat professionnel en 2009 avec les Rockies du Colorado. Il joue dans les ligues mineures avec des clubs affiliés aux Rockies de 2010 à 2014, sans atteindre les majeures. Son parcours se poursuit avec des clubs mineurs affiliés aux Pirates de Pittsburgh, aux Indians de Cleveland et aux Blue Jays de Toronto en 2015, puis il rejoint l'organisation des Orioles de Baltimore en 2016.
Aquino, qui est surtout lanceur partant dans les ligues mineures, fait ses débuts dans le baseball majeur le 4 juillet 2016 comme lanceur de relève des Orioles de Baltimore.